# Falkenbergs trivialskola
Falkenbergs trivialskola var en skola, pedagogi, i Falkenberg som verkade från 1500-talet till 1 juli 1893.
Enligt Kirkeordinansen 1537/39 skulle alla köpstäder ha en latinskola, vilket Falkenberg också fick under 1500-talet. Skolformen kom efter att Halland blivit svenskt och 1649 års svenska skolordning att bli en trivialskola. Den var, liksom den i Kungsbacka, av det mindre slaget med enbart en lärare för de lägre klasserna. Skolorna i Halmstad och Varberg var däremot fullständiga trivialskolor och eleverna kunde när de var färdiga i Falkenberg fortsätta där (och senare på universitet). Skolan låg ursprungligen vid Sankt Laurentii kyrkan, men flyttade 1832 till Falkenbergs rådhus. Den kunde ha upp till 20 elever samtidigt. Den hade t.ex. i början av 1850-talet 13 elever och 1888 hade den 14 elever.
Pedagogin som inte blev lägre allmänt läroverk 1879 lades ner 1 juli 1893 och ersattes av Falkenbergs elementarskola som senare omvandlades till Falkenbergs samrealskola och kommunala gymnasium.